# Dritte Kaffeewelle

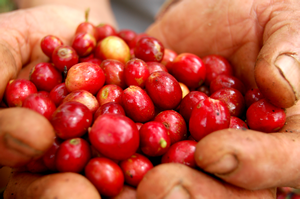
Für Anhänger der dritten Kaffeewelle ist die Verarbeitung von Kaffeebohnen ein Kunsthandwerk, die hier noch in den Kirschen stecken. Ein möglichst großer Teil des Aromas der Bohnen soll in den gebrauten Kaffee übergehen.

Die dritte Kaffeewelle, zu Marketingzwecken häufig third wave of coffee genannt, ist eine Konsumhaltung, die für die Produktion von hochqualitativem Kaffee steht und Kaffee, ähnlich wie Wein, Schokolade, Gin oder Craft beer, als Genussmittel und nicht als bloße Ware betrachtet. Dazu bedarf es Verbesserungen auf jeder Produktionsstufe, vom Anbau, über Ernte und Verarbeitung der Bohnen, bis hin zur Zubereitung der Kaffeegetränke. Im Mittelpunkt stehen dabei die Beziehungen zwischen den Kaffeebauern, -händlern und -röstern. Der Prozess des Röstens, der in Analogie auf das microbrewing von Bier oft microtoasting genannt wird, soll verfeinert werden. Beim „Kaffeebrauen“ soll mehr Augenmerk auf das handwerkliche Können gelegt werden.
Die dritte Welle hegt den Anspruch, für Kaffee eine Genusskultur ähnlich wie für andere pflanzenbasierte Produkte wie Wein, Tee und Schokolade zu entwickeln, bzw. zu verbreiten, wie er in Ländern wie Italien seit langer Zeit üblich ist. Der Konsument soll Bewusstsein und Wertschätzung für den nuancenreichen Geschmack, die Sortenvielfalt und die verschiedenen Anbauregionen entwickeln. Sie zeichnet sich durch Direkteinkauf, qualitativ hochwertige Bohnen und sortenreinen Kaffee aus den jeweiligen Anbauregionen (im Gegensatz zu Mischungen, wie sie auf dem Massenmarkt üblich sind), hellere Röstungen und latte art aus. Es beinhaltet auch die Rückkehr von anderen Methoden zur Kaffeezubereitung wie Vakuumkaffee und Aufbrüh-Geräte.
Der Terminus Dritte Welle wurde 2002 kreiert und bezeichnet hauptsächlich das amerikanische Phänomen, speziell die Phase seit den 1990er-Jahren bis heute, aber mit einigen Nachwirkungen vorheriger Jahrzehnte. Ähnliche Bewegungen gibt es in Kanada, Australien, Neuseeland und Europa. Um es breiter zu fassen, kann man die dritte Kaffeewelle zur Spezialitätenkaffeebewegung zählen.
Die Dritte Welle wird auch als Konsumideologie für Privilegierte beschrieben, die sich die Produkte leisten können, die von den großen Marken im Nischenmarketing vertrieben werden. Der Anteil entsprechender Produkte wurde 2019 auf 5 % des Gesamtmarkts geschätzt.

## Geschichte
Vorreiter der dritten Kaffeewelle in den USA war Peet’s Coffee & Tea aus dem kalifornischen Berkeley, welche bereits in den späten 1960er Jahren mit dem handwerklich betonten Anbau, Rösten und Mischen begonnen hatten und die Kaffeeszene der 1970er bis 1990er prägten. Diese Zeit, die retrospektiv als „Zweite Welle“ tituliert wird, war die Geburt der handwerklichen amerikanischen Espresso Bars, von denen sich einige in landesweite Ketten entwickelten, wie zum Beispiel Starbucks. (Peet’s verkaufte mehrheitlich dunkle Bohnen zum Gebrauch zu Hause und verkaufte bis 1984 keinen Espresso. Die Vorläufer davon waren italoamerikanische Espresso Bars, die hauptsächlich Immigranten zu ihrer Zielgruppe zählten, und Kaffeeimporteure der Ersten Welle des 19. Jahrhunderts).
Andere Meilensteine waren die Gründung von George Howell's Coffee Connections in Cambridge im Jahre 1974 (welche von Peet’s beeinflusst wurde); die Gründung des Spezialitätenkaffeeverbands im Jahre 1982 und die Initiative der Dallis Bros. Coffee in New York, bei der es hauptsächlich um das Rösten ging.

## Verwendung des Begriffs
Trish Rothgeb (geborene Skeie) von den Wrecking Ball Coffee Roasters war es, die den Terminus third wave of coffee in einem im November 2002 im The Flamekeeper, dem Newsletter der Röstergilde, die Gilde des amerikanischen Spezialitätenkaffeeverbands, erschienenen Artikel verwendete. Nicholas Cho von Murky Coffee hat die dritte Kaffeewelle in einem vielzitierten Online-Artikel, und zuvor, im März 2005, in einem Interview in der Sendung „All Things considered“ im amerikanischen National Public Radio, weiter ausdefiniert.  Die dritte Kaffeewelle wurde auch in Medien wie New York Times, LA Weekly, Los Angeles Times, La Opinion, und im The Guardian erwähnt.
Im März 2008 definierte Jonathan Gold, ein mit dem Pulitzerpreis ausgezeichneter Journalist der LA Weekly, die dritte Kaffeewelle, indem er schrieb:
Die erste Kaffeewelle bestand im Popularitätsanstieg von Kaffee im 19. Jahrhundert, welches Folgers in jedem Haushalt etablierte. Die zweite Kaffeewelle war die Ausbreitung, welche in den 1960ern mit Peet's begann und sich gewitzt durch die großen dekaffeinierten Milchkaffees von Starbucks, diverse Espresso-Getränke und als regional verkauften Kaffee ihre Fortsetzung fand. Wir sind nun inmitten der dritten Kaffeewelle, wo Bohnen „vom Kaffeebauern“ und nicht aus irgendwelchen Ländern kommen, beim Rösten wird darauf geachtet die einzigartige Note einer jeden Bohne hervorzuheben, als sie beim Rösten zu verbrennen und der Geschmack ist ein sauberer, harter und purer.
Der frühere Terminus Spezialitätenkaffee wurde 1974 kreiert und bezeichnet lediglich hochqualitative Bohnen, welche auf einer 100-Punkte-Skala 80 erreichen.

## Unternehmen Stand 2015
In den Vereinigten Staaten gab es im Jahr 2015 eine Vielzahl von Dritte-Welle-Röstern und einige einzelne Coffee Shops oder kleine Ketten, die ihren eigenen Kaffee rösten, wie zum Beispiel brewpub. Es gab einige größere Unternehmen, welche sich dem Rösten verschrieben hatten – als die „großen Drei des Kaffees der Dritten Welle“ wurden meist Intelligentsia Coffee & Tea aus Chicago, sowie Stumptown Coffee Roasters aus Portland und Counter Culture Coffee aus Durham, North Carolina, welche auf Direkteinkauf ausgerichtet waren, angesehen. Intelligentsia hatte sieben Filialen – vier in Chicago, drei in Los Angeles – und ein lab in New York. Stumptown hatte zehn Filialen – fünf in Portland, zwei in Seattle, zwei in New York, und eine in Los Angeles. Counter Culture hatte acht regionale Trainingszentren – die nicht als Verkaufslokal funktionieren –, davon jeweils eines in Chicago, Atlanta, Asheville, Durham, Washington, D.C., Philadelphia, New York und Boston. Zum Vergleich hatte Starbucks 2015 über 23.000 Filialen weltweit.
Sowohl Intelligentsia Coffe & Tea als auch Stumptown Coffee Roasters wurden 2015 von Peet’s Coffee & Tea (welches selbst Teil der JAB Holding ist) aufgekauft. Zu dem Zeitpunkt wurden auch Philz Coffee (mit Sitz in San Francisco) und Blue Bottle Coffee (mit Sitz in Oakland, Kalifornien) zu den Hauptakteuren der dritten Kaffeewelle gezählt.
2014 investierte Starbucks rund 20 Millionen Dollar in eine Rösterei und eine Verkostungsfiliale in Seattle, um auch gezielt den Markt der dritten Kaffeewelle anzusprechen. In Starbucks’ regulären Filialen werden, im Gegensatz zu Mitbewerbern der dritten Kaffeewelle, aus Gründen der Effizienz und der Sauberkeit, automatisierte Espresso-Maschinen verwendet.